# Exhyalanthrax simonae
Exhyalanthrax simonae är en tvåvingeart som först beskrevs av Francois 1970.  Exhyalanthrax simonae ingår i släktet Exhyalanthrax och familjen svävflugor. Inga underarter finns listade i Catalogue of Life.

## Bildgalleri

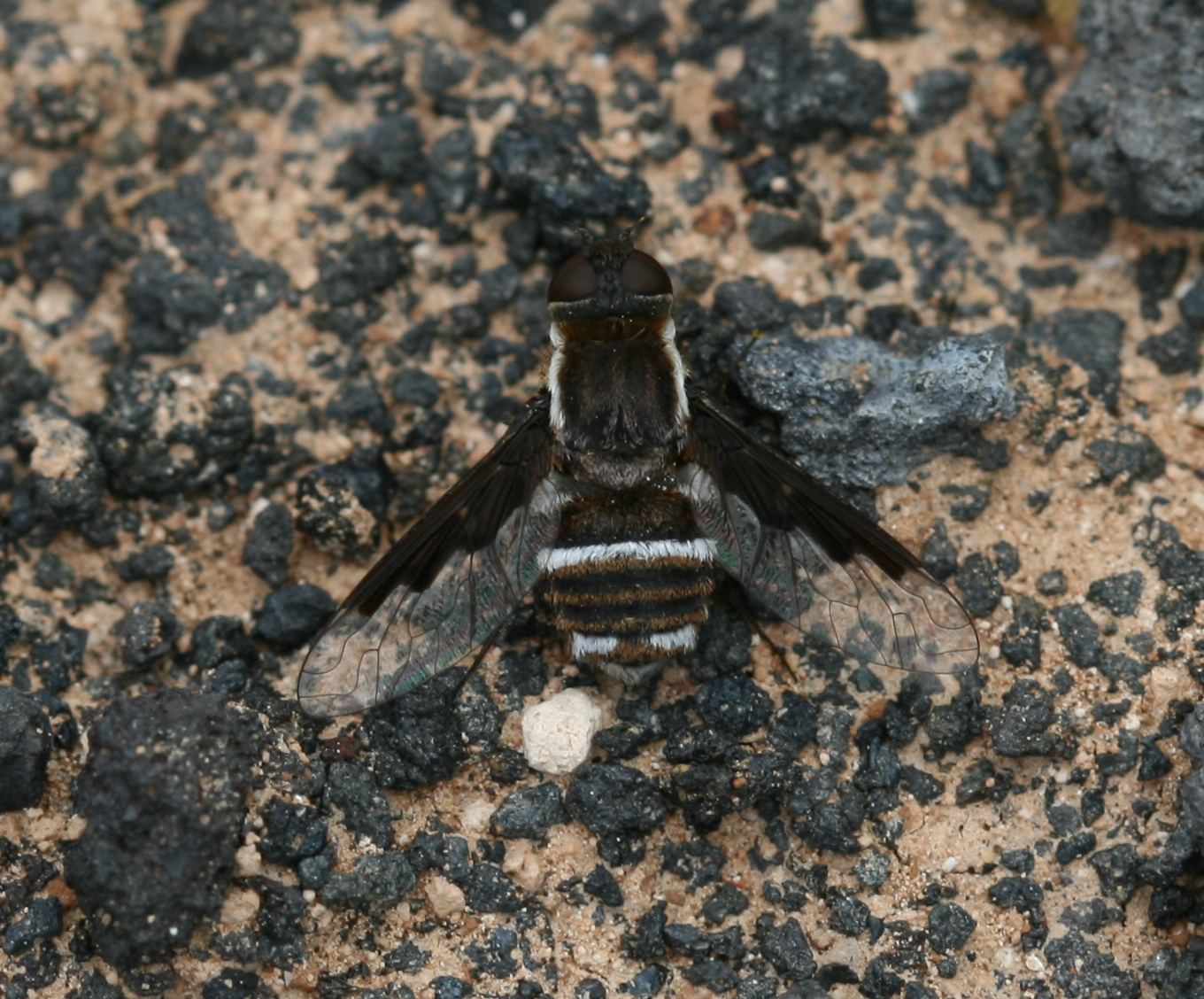
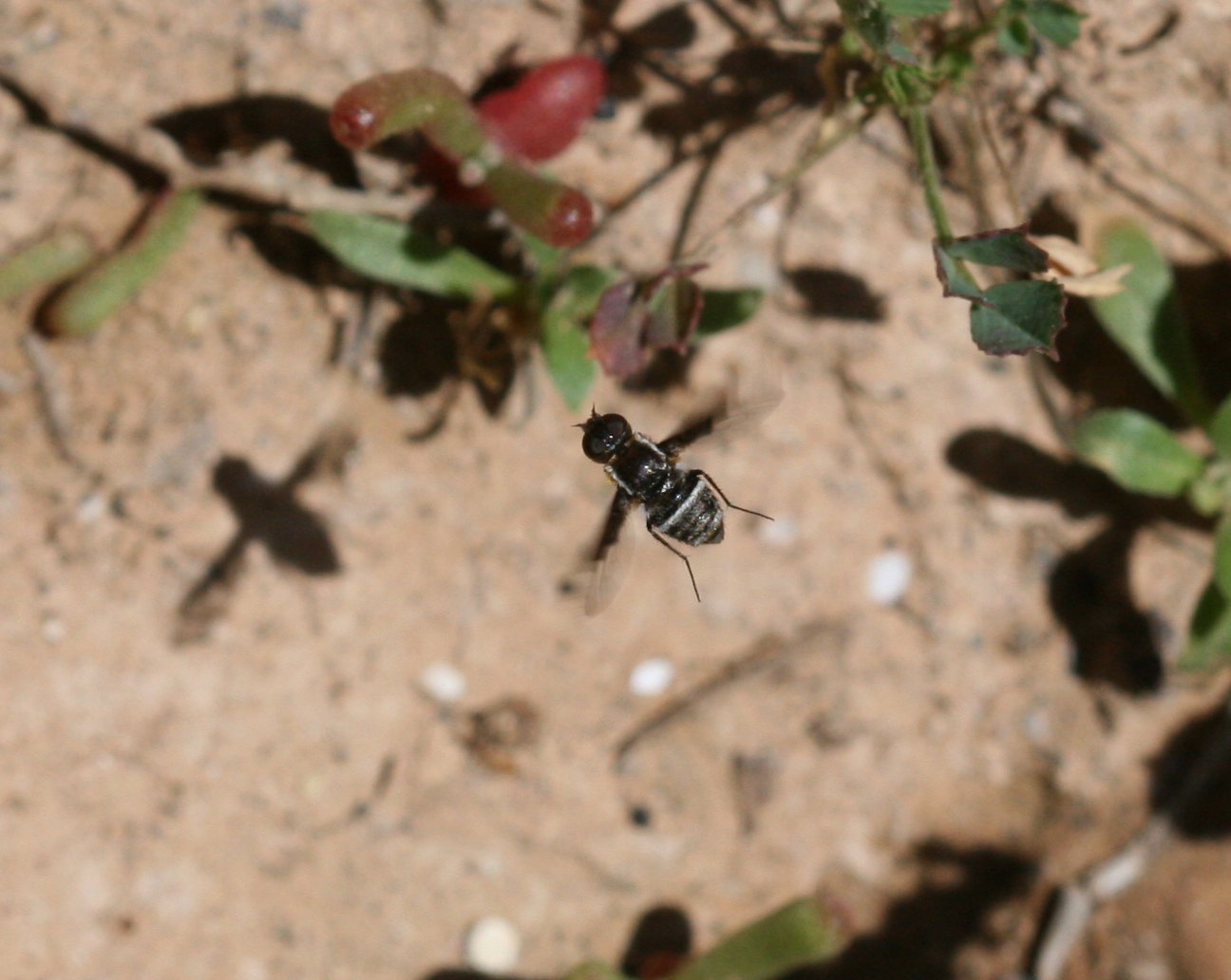